# フォークボール
フォークボール（英: forkball）は、野球における球種の1つで、投手の投げたボールが打者の近くで落下する変化球である。
人差し指と中指でボールを挟む握りで落ちる変化球を日本ではフォークと呼ぶ。アメリカではフォークボールはスプリッター（英: splitter）と呼ばれる。この影響で、日本でも浅い握りで速度の速いフォークをスプリットと呼び分ける場合がある。

## 投げ方と落下の原理
一般的には、ツーシームの握りで人差し指と中指の間にボールを深く挟み、手首の関節を固定しリリースする(要するにストレートと同じように投げればよい)。この指で挟む握り方がフォークに似ていることから名付けられた。親指はボールの下や人差指の横へ添える。この投げ方によりボールのバックスピンが直球より減少しマグヌス効果が小さくなり、ボールは重力に引っ張られ放物線に近い軌道を描く。直球に似せた投法で投げることが容易であり、手首や腕の振りが直球と同じかつ、その軌道から打者の近くで急激に落下するため打者には直球との判別が難しく、変化も大きいことから空振りを奪うために使われる。一般的にはボールの回転をできる限りなくすために人差し指と中指は縫い目にかけずに握るが、意図的に縦回転または横回転をかける場合もある。
2021年3月23日、東京工業大学・九州大学・慶應義塾大学の共同研究チームは、スーパーコンピュータTSUBAME3.0を使用して数値シミュレーションを行い、フォークボールの落ちる原理が低速回転のツーシーム回転のボールに働く負のマグヌス効果にあることを初めて解明したと発表した。
その特徴的な握り方と変化の大きさから暴投や捕逸を起こしやすく、日本球界を代表するフォークの使い手であった村田兆治は日本プロ野球（NPB）歴代最多の通算148暴投を記録している。また、握力が不十分でボールが意図に反してすっぽ抜けると痛打されやすい。また、岡島秀樹など抜けることを逆手に取って「フォークの握りのチェンジアップ」を持ち球としている投手もおり、チェンジアップのバリエーションのひとつとしてフォークに近い握りで投げるスプリットチェンジという球種がある。
サイドスローやアンダースローの投手がフォークボールを投げることは珍しく、落ちる変化球として投法と相性の良いシンカー・スクリューボールや投法を問わないチェンジアップを選択する傾向にある。野茂英雄はオリックス・バファローズの秋季キャンプの臨時投手コーチに招かれた際にサイドスローによるフォークボールを披露し、選手を驚かせている。
今浪隆博によると、フォークボールはボール球にしにいく球種なので基本的に打者にとっては狙い球にならないとのことで、「フォークボールが打てない」という現象の答えはボール球として制御されたフォークボールが打てないということである。つまり、打者がフォークボールを痛打した際に「思ったよりフォークが落ちなかった」というのはフォークボールがストライクゾーンの甘いところに打ち頃の球として入ったという意味である。

## 歴史
フォークボールは1919年頃バレット・ジョー・ブッシュが開発し、1950年代から1960年代にかけて活躍したロイ・フェイスが有名なものにした。
日本野球界へは1922年の日米野球で来日した全米野球団によって天知俊一らに伝えられ、日本プロ野球では1950年代に杉下茂が初のフォークボーラーとして活躍し、その後、村山実や村田兆治が使い手として有名になり普及。1980年代から2010年代では遠藤一彦や牛島和彦、野田浩司、能見篤史、現役投手では千賀滉大らが有名な使い手。アメリカではフォークボールはその進化型であるスプリッターとまとめて扱われることが多く、日本人メジャーリーガーのパイオニアとなった野茂英雄が投げたことで改めてメジャーでもフォークボールの名が知られるようになった。アジア圏以外では日本で普及したような握りの深いフォークボールを投げる投手はキューバ出身のホセ・コントレラスやカナダ出身のライアン・デンプスターら数少なく、MLB.comでは「もっとも珍しい球種の一つ」とスプリッターとは球種を分けた上で紹介されている。MLBでは、NPBで千賀滉大の「お化けフォーク」と呼ばれていた球種を「Ghost Fork」と紹介するなど、フォークボールという表現を復刻する動きもある。
今浪隆博はフォークボールを決め球とすることが一流の左投手の条件の1つであるとして解説しており、その点普通のNPBの左投手はほとんどが外角のスライダーを決め球とすると説明している。一方で左投手にフォークボールの使い手が少ないのは、そもそも現役時代にフォークボールを操っていた投手で左投手のフォークボールを教えられる指導者が少ないと指摘している。

## 変化の種類
松井秀喜は佐々木主浩のフォークはボールそのものが消えるような錯覚を覚えたと語り、権藤博は佐々木のフォークは落ち方は大したことがないが球速があり回転しているため打者に直球かフォークか判別されないボールだったと語っている。また、同じフォークと称される球種でも変化は多彩で、野茂は縦に落ちるものとシンカー気味に利き手側に落ちる2種類のフォークを投げ分け、上原浩治は落差の大小に加えてスライダー気味とシュート気味の横変化をつけた4種類のフォークを投げるなど、複数のフォークを意図的に投げ分ける投手もいる。
岩田慎司はほぼ無回転で左右に揺れながら落ちるナックルボールのような球をフォークの握りで投げる。また山﨑福也も「ナックルフォーク」というほぼ無回転のナックルをフォークの握りで投げている。
佐々木や野茂は無回転だと打者に球種の判別をされやすいので意図的に横回転をかけて判別されにくいようにしていたという。また、田中将大も「スピードが緩くてボールの回転も少ないフォークは、打者に見極められてバットが止まることも多い」と球種の判別のされやすさを指摘している。

## 身体への負担
手首を固定して投球することから、数ある変化球の中でも肘、肩への負担が特に大きいとされている。実際に前述の村田、野茂、佐々木などを始めとしたフォークの使い手は、肘や肩を故障した経験が少なからずある。
負担の要因のひとつとして、ボールを強く挟み込んだ状態からリリースの瞬間、指の間からボールを抜くように投げることで、関節部に直球と比べ強い制動作用が働くことが挙げられる。

## スプリットフィンガード・ファストボール
| フォークボール | SFF（スプリット） |
|                |                   |
|                |                   |

フォークボールと似た握りから投じられ、より速い球速で小さく落ちる変化球はスプリットフィンガード・ファストボール（英: split-fingered fastball）やスプリッター（英: splitter）、スプリット（英: split）、スプリットフィンガー（英: split-finger）、頭文字をとってSFFなどと表現され、日本ではスプリット、高速フォーク、高速スプリットとも呼ばれる。
流体力学者の姫野龍太郎はリリースから捕手のミットへ届くまでに約10回転するものをフォーク、約20回転するものをSFFと分類している。「フォークボールの神様」の異名を持つ杉下茂は、フォークをナックルボール系の無回転の球種であるとし、無回転のものが真のフォークで近年の一般的な日本人投手が投げるフォークの多くはSFFであると語っている。
フォークボールがボールの大円の、縫い目のない部分を人差し指と中指の各々の横の部分で挟んで握るのに対し、SFF（スプリット）はその両指の掌側から横の部分を縫い目に当てて握ることが多い。フォークより多く直球よりは少ないバックスピンが掛かり、フォークよりも直球に近い球速で打者の近くで落ちる変化となる。ダルビッシュ有は打者にとってSFFはフォークよりも見極めが難しい球種であると証言しており、変化の小さい物はバットの芯を外して内野ゴロを狙う時などに多用される。変化の大きい物は空振りを狙うこともでき、マイク・スコットなどは変化の大きいSFFで多くの空振りを奪った。人差し指と中指の間に深くボールを挟むには長い指が必要で、指の短い投手がフォークを習得しようとして深くボールを挟めずSFFを習得することもある。